# Система отслеживания перевозок товаров
Система отслеживания перевозок товаров (СОПТ) — российская система отслеживания транзита санкционной продукции через территорию Российской Федерации. Применение СОПТ позволяет международным перевозчикам перевозить товары, попадающие под российское продовольственное эмбарго, из Европы в Китай по наиболее короткому маршруту через территорию России.

## История вопроса
Указом президента РФ от 6 августа 2014 года N 560 «О применении отдельных специальных экономических мер в целях обеспечения безопасности РФ» в России было введено продовольственное эмбарго. Эмбарго стало ответной мерой на санкции ряда стран в отношении российских компаний, чиновников и бизнесменов из-за вооруженного конфликта на востоке Украине и аннексии Крыма Россией.
В 2019 году согласно Указу Президента РФ № 290 от 24 июня 2019 года транзит санкционных товаров через территорию РФ был разрешен. Условием транзита является обеспечение прослеживаемости перемещения отдельных видов сельскохозяйственной продукции, сырья и продовольствия странами происхождения которых являются государства, принявшие решение о введении экономических санкций в отношении российских юридических и (или) физических лиц или присоединившиеся к такому решению по территории России, с использованием системы контроля и электронных навигационных пломб (ЭНП) на основе ГЛОНАСС. Перечень санкционных товаров опубликован на сайте Федеральной таможенной службы.
В рамках реализации Указа Президента РФ № 290 от 24 июня 2019 года была создана Система отслеживания перевозок товаров. Оператором пломбирования стал ООО «Центр развития цифровых платформ». Минтранс России уполномочил ООО «ЦРЦП» осуществлять деятельность по наложению (снятию) электронных навигационных пломб.
Требования к операторам пломбирования изложены в Приказе Министерства транспорта Российской Федерации от 14.01.2020 № 13.
Правила и порядок осуществления международных транзитных перевозок утверждены Постановлением Правительства РФ от 27.12.2019 № 1877.
Пилотный проект по отправке санкционной продукции через территорию России состоялся в сентябре 2018 года. В нем приняли участие 63 транспортные компании, из них 55 — иностранных. В рамках эксперимента осуществлено 146 перевозок товаров. Из России в Казахстан — 108 перевозок товаров (133 партии), из Казахстана в Россию — 38 перевозок товаров (39 партий).
Проект был признан успешным и первые отправки из Европы в Китай с использованием электронных навигационных пломб начались в марте 2020 года. Официально система начала работать 15 июля 2020 года.
По оценкам специалистов использование транспортной сети РФ при доставке грузов между Азией и Европой по сравнению с обходными сухопутными маршрутами уменьшает затраты перевозчика на 25-30 %. По сравнению с морским путем транзит через Россию занимает в среднем 14 дней против 30-46 дней морем при одинаковой стоимости.
По оценкам международных экспертов каждый рейс через территорию России обходится дешевле на 5 000 долларов США. Так, открытие Россией своих дорог для транзита санкционных продуктов позволило украинским компания сэкономить около 13 млн долларов США за первые полгода функционирования Системы.

## Перспективы развития Системы
Применение электронных навигационных пломб на транзитных и международных грузоперевозках является частью формирования «зеленого коридора» для транзита грузов через Россию. В перспективе к электронному пломбированию подключатся страны ЕАЭС.

## Архитектура Системы
Система отслеживания перевозок товаров представляет собой специализированный комплекс, предназначенный для выполнения функций сбора, обработки, хранения и передачи данных, в целях отслеживания перевозок с использованием электронных навигационных пломб. Используемое программное обеспечение внесено в реестр российского ПО и имеет сертификацию ФСТЭК.
Система отслеживания перевозок товаров состоит из:
- Электронной навигационной пломбы (ЭНП) — прибор российского производства, позволяет отследить координаты опломбированного объекта и статус запорного шнура (вскрыт/не вскрыт);
- Программного обеспечения — набора автоматизированных рабочих мест, обеспечивающих работу участников процесса контроля перевозок (грузоотправителей, грузоперевозчиков, экспедиторов и представителей контрольно-надзорных органов, ОАО РЖД, оператора пломбирования);
- Центра обработки данных;
- 20 автомобильных и 10 железнодорожных пунктов пропуска через государственную границу России и контрольных пунктов Ространснадзора, где происходит снятие и навешивание ЭНП;
- Интернет-сайта, который включает в себя личный кабинет перевозчика и возможность оформить услуги удаленно;
- Круглосуточной горячей линии на русском и английском языках.
- Единого логистического центра.

## Защита информации
Защита персональных данных владельцев транспортных средств, сведений о фактических маршрутах и времени движения транспортных средств — осуществляется в соответствии с действующим российским законодательством в сфере защиты информации.
Электронные навигационные пломбы оснащены встроенным аппаратным модулем СКЗИ форм-фактора ID-000. Модуль обеспечивает неизвлекаемое хранение ключевой информации и криптографические преобразования при взаимодействии пломбы с центром обработки данных или мобильным терминалом, а также обеспечивает целостность передаваемых данных и управляющих команд. На случай попытки вскрытия корпуса функционирует защита от несанкционированного физического доступа.
Все элементы системы информационной безопасности соответствуют ГОСТ Р 34.10-2012 и ГОСТ Р 34.11-2012, и сертифицированы ФСБ России по требованиям к средствам электронной подписи, установленным для класса не ниже КС2.
Электронная навигационная пломба является автономным устройством и может функционировать в температурном режиме от −40 до +70 градусов до 45 суток.